# لی کارسلی
لی کارسلی (انگلیسی: Lee Carsley؛ زادهٔ ۲۸ فوریهٔ ۱۹۷۴) یک بازیکن سابق و مربی فوتبال اهل ایرلند است.